# Катринехолм
Катринехолм (на шведски: Katrineholm) е град в централна Швеция, лен Сьодерманланд. Главен административен център на едноименната община Катринехолм. Намира се на около 160 km на югозапад от столицата Стокхолм и на 70 km на северозапад от Нюшьопинг. ЖП възел, има летище. Населението на града е 21 993 жители според данни от преброяването през 2010 г.

## Личности
Родени
- Анет Олсон (р. 1971), оперна и пауърметъл певица